# Дерингај
Дерингај је насељено мјесто у општини Грачац, југоисточна Лика, Република Хрватска.

## Географија
Дерингај је удаљен око 7 км сјеверно од Грачаца.

## Историја
Дерингај се од распада Југославије до августа 1995. године налазио у Републици Српској Крајини.

## Култура
У Дерингају се налазио храм Српске православне цркве Успења Пресвете Богородице, саграђен 1863. године, а страдао у Другом свјетском рату. Припада парохији Грачац у Архијерејском намјесништву личком Епархије Горњокарловачке.

## Привреда
Земља је углавном необрађена и засеоци су пусти, међутим неколико туристичких иницијатива и инвестиција у Дерингају и околним селима показују да могућност опстанка и развоја постоји. Стручњаци су препознали потенцијале за агротуризам, гастрономски и бициклистички туризам, као и за смјештај туриста који истражују Личку магистралу.

## Становништво
Према попису из 1991. године, насеље Дерингај је имало 183 становника, међу којима је било 181 Срба и 2 осталих. Дерингај по попису из 2001. има 52 становника, махом старије животне доби. Према попису становништва из 2011. године, насеље Дерингај је имало 77 становника.
| Националност       | 1991. | 1981. | 1971. | 1961. |
| Срби               | 181   | 228   | 314   | 380   |
| Југословени        |       | 26    | 4     |       |
| Хрвати             |       | 1     |       |       |
| остали и непознато | 2     | 3     | 4     |       |
| Укупно             | 183   | 258   | 322   | 380   |

| Демографија | Демографија | Демографија |
| Година      | Становника  | Становника  |
| ----------- | ----------- | ----------- |
| 1961.       | 380         |             |
| 1971.       | 322         |             |
| 1981.       | 258         |             |
| 1991.       | 183         |             |
| 2001.       | 52          |             |
| 2011.       |             | 77          |